# Martin Lichtenstein
Martin Hinrich Carl Lichtenstein (Hamburgo, 10 de enero de 1780 - Kiel, 2 de septiembre de 1857) fue un explorador, naturalista, médico y zoólogo alemán. Era el hijo de August Heinrich Lichtenstein.
Martin Lichtenstein nació en Hamburgo. Estudió medicina en Jena y en Helmstedt.
Entre 1802 y 1806 viajó por África del Sur. Ejerció de médico personal del Gobernador del Cabo de Buena Esperanza.
En 1810 publicó Reisen en Südlichen Africa. Ocupó la cátedra de zoología en la Universidad de Berlín en 1811, y fue designado Director del Museo Zoológico de Berlín en 1813.
En 1841, Lichtenstein consiguió que se creara el Zoológico de Berlín después de conseguir que el rey Federico Guillermo IV de Prusia de donara los terrenos para tal proyecto.
Murió a los 76 años a consecuencias de las heridas que recibió por un duelo en Kiel. 

## Algunas publicaciones
- Nachrichten von Teneriffa. Ein Fragment aus dem Tagebuche des Hrn. Dr. Lichtenstein auf der Reise von Amsterdam nach dem Vorgebirge der guten Hofnung 1802. Industrie-Comptoirs, Weimar 1806

- Reisen im südlichen Afrika. 1803-1806. Mit einer Einführung von Wahrhold Drascher. 1811. 2 vols. Neudruck: Brockhaus Antiquarium, Stuttgart 1967

- Über die Beetjuanas. Als Nachtrag und Berichtigung zu Barrows Auszug aus Trüters Tagebuch einer Reise zu den Buschwanas. Industrie-Comptoirs, Weimar 1807

- Reisen im südlichen Afrika. 1810

- Nachrichten von Teneriffa. Ein Fragment aus dem Tagebuche des Hrn. Dr. Lichtenstein auf der Reise von Amsterdam nach dem Vorgebirge der guten Hofnung 1802. Industrie-Comptoirs, Weimar 1806

- Über die Beetjuanas. Als Nachtrag und Berichtigung zu Barrows Auszug aus Trüters Tagebuch einer Reise zu den Buschwanas. Vom Hrn. Dr. Hinrich Lichtenstein. Industrie-Comptoirs, Weimar 1807

- Lichtenstein, M.H.C. (1823). Verzeichniss der Doubletten des zoologischen Museums der Königl. Universität zu Berlin nebst Beschreibung vieler bisher unbekannter Arten von Säugethieren, Vögeln, Amphibien und Fischen (en latín y alemán). 118 pp. Berlín: T. Trautwein. Disponible en Biodiversitas Heritage Library. doi:10.5962/bhl.title.40281.

- Darstellung neuer oder wenig bekannter Säugethiere in Abbildungen und Beschreibungen von 65 Arten auf 50 colorirten Steindrucktafeln, nach den Originalen des Zoologischen Museums der Universität Berlín. Lüderitz, Berlín 1827/34

- Zur Geschichte der Sing-Akademie in Berlin. Nebst einer Nachricht über das Fest am funfzigsten Jahrestage Ihrer Stiftung und einem alphabetischen Verzeichniss aller Personen, die ihr als Mitglieder angehört haben. Verlag Trautwein, Berlín 1843

## Honores

### Epónimos
- (Asteraceae) Gazania lichtensteinii Less.[1]
- (Asteraceae) Meridiana lichtensteinii Kuntze[2]
- (Asteraceae) Metalasia lichtensteinii Less.[3]
- (Colchicaceae) Ornithoglossum lichtensteinii Schltdl.[4]
- (Ericaceae) Erica lichtensteinii Klotzsch[5]
- (Loranthaceae) Loranthus lichtensteinii Willd. ex Cham. & Schltdl.[6]
- (Moraceae) Ficus lichtensteinii Link[7]
- (Orchidaceae) Catasetum lichtensteinii Kraenzl.[8]
- (Papaveraceae) Fumaria lichtensteinii Schltdl.[9]
- (Papaveraceae) Trigonocapnos lichtensteinii (Cham. & Schlecht.) Lidén[10]
- (Rubiaceae) Anthospermum lichtensteinii Cruse[11]
- (Solanaceae) Solanum lichtensteinii Willd.[12]

## Abreviatura (zoología)
La abreviatura Lichtenstein  se emplea para indicar a Martin Lichtenstein como autoridad en la descripción y taxonomía en zoología.

- La abreviatura «Licht.» se emplea para indicar a Martin Lichtenstein como autoridad en la descripción y clasificación científica de los vegetales.[13]

## Literatura
- Alexander von Humboldt. Rede bei der Aufstellung der Büste des geh. Medicialrathes Professor Dr. Lichtenstein in dem Zoologischen Museum 26 de abril de 1852. En: Separatum. [Berlín], 1852, p. 3–6.

- Ernst Rudorff (ed.) Briefe von Carl Maria von Weber an Hinrich Lichtenstein. Mit drei Porträts, drei Abbildungen und sechs Faksimiles. George Westermann, Braunschweig 1900. VIII p. 252 p. con añadidos.

- Wilhelm Bölsche (ed.) Neue Welten. Die Eroberung der Erde in Darstellungen großer Naturforscher. Anthologie mit Texten von Georg Forster, Hinrich Lichtenstein, Karl von den Steinen, Ferdinand Hochstetter, Alfred Russel Wallace, Adelbert von Chamisso, Alexander von Humboldt und Charles Darwin – jeweils mit Einleitung von Wilhelm Bölsche. EA. Deutsche Bibliothek, Berlín 1917. XXIV, 644 p. 1 Bl. con 24 planchas.

- Wilhelm Heß (1883), «Lichtenstein, Martin Heinrich Karl», Allgemeine Deutsche Biographie (ADB) (en alemán) 18, Leipzig: Duncker & Humblot, pp. 556-557.

- August Carl Eduard Baldamus. biodiversitylibrary.org Nekrologe: Martin Hinrich Carl Lichtenstein. Naumannia, v. 8, 1858, p. 87–90.

- Briefwechsel Robert und Clara Schumanns mit Korrespondenten in Berlin 1832 bis 1883, ed. de Klaus Martin Kopitz, Eva Katharina Klein, Thomas Synofzik (= Schumann-Briefedition, Serie II, v. 17) Colonia: Dohr 2015, p. 163–173, ISBN 978-3-86846-028-5